# Cream (film)
Cream er en dansk animationsfilm fra 2017 instrueret af Lena Ólafsdottir efter eget manuskript.

## Handling
En forhutlet bums tisser i en potteplante og bliver kvalt i en softice. En mand forvandler sig til en klump svævende kød, og hans kone føder, mens en gammel dame river hende i håret. Da spædbarnet ligger på gulvet i lægens venteværelse, går hun sin vej, og hendes mand, den svævende klump, følger med.